# Michael Levine
Michael Levine (* 20. Dezember 1939) ist ein ehemaliger US-amerikanischer Agent, der insbesondere im Bereich des Drogenhandels zur Durchsetzung US-amerikanischer Gesetze im Rahmen der Drug Enforcement Administration (DEA) aktiv war und von dem Magazin 60 Minutes als "America's top undercover cop for 25 years" bezeichnet wurde.

## Biographie
Levine stammt aus einer Familie russischer und polnischer Juden, wurde in den Vereinigten Staaten geboren und wuchs in der Bronx auf. Von 1958 bis 1961 diente er bei der U.S. Air Force. Nach dem College begann er, als Bundesagent zu arbeiten, zuerst bei der IRS und dann als Sonderagent beim Bureau of Alcohol, Tobacco and Firearms (ATF). Zu diesem Zeitpunkt wurde er auch Agent für die amerikanische Zollbehörde und begann, in der ganzen Welt verdeckt zu arbeiten. Er war praktisch auf allen Kontinenten, von Asien bis Südamerika, tätig. Die meiste Zeit seines Lebens arbeitete er als Geheimagent bei der DEA.
Levines Sohn, Richard Levine, wurde 1991 in Ausübung seiner Pflicht als New Yorker Polizist während einer Schießerei getötet; er war Zeuge eines bewaffneten Raubüberfalls.

## Ämter und Funktionen
Levine nahm in seiner Laufbahn verschiedene Ämter wahr:
1. Country Attaché, Argentina and Uruguay. 1979 – 1982 senior US law enforcement officer in the Southern Cone
2. Special Operations Officer, global
3. Inspector of DEA field Operations, global, Office of Professional Responsibility
4. Desk Officer, Cocaine Desk and Heroin Desk, DEA Headquarters, Washington DC
5. Miami Airport Supervisor, Vice President’s South Florida Task Force
6. Dozent beim Public Affairs and Training Office
7. Group Supervisor, New York City Field Division
8. Group Supervisor, New York City Joint Federal State Task Force
9. Acting Group Supervisor, International Group, New York City Field Division
10. Assistant Group Supervisor FBI/DEA Task Force
11. Acting ASAC (Division Leader), New York Field Division
12. Liaison Officer zur israelischen Regierung.

## Levines Rolle bei der DEA und als Autor
Michael Levine gilt als Top-Experte auf seinem Gebiet, nimmt seit Jahrzehnten gegenüber den unterschiedlichsten Gremien – vor allem in den Polizei-Akademien – entsprechende Instruktor- und Beraterfunktionen wahr, hat als Gutachter an über 500 nationalen und internationalen Zivil- und Strafprozessen an Bundes- und Staatsgerichten mitgewirkt und ebenso an über 100 Nachrichtensendungen oder Features teilgenommen, in denen er als Spezialist zu Rate gezogen wurde. Er wird als einer der besten Geheimagenten und internationalen Rauschgift-Spezialisten betrachtet, und einige seiner Ermittlungsergebnisse zählen zu den bedeutendsten in der Geschichte des Drogenkrieges. Für seine Arbeit erhielt er Auszeichnungen der amerikanischen Zollbehörden, der IRS und der FBI/DEA Task Force.
Große Aufmerksamkeit wurde ihm zuteil, weil er fundamentale Kritik an der CIA übte.
Unter anderem veröffentlichte er 1988 seine durch die DEA autorisierte Autobiographie Undercover und 1990 den New York Times-Bestseller Deep Cover.